# 馬丁 (密歇根州)
馬丁（英語：Martin）是位於美國密歇根州阿勒根縣的一個村。

## 人口
根據2020年美國人口普查的數據，馬丁的面積為1.98平方千米，當中陸地面積為1.98平方千米，而水域面積為0.00平方千米。當地共有人口377人，而人口密度為每平方千米190人。